# Peter Oundjian
Peter Oundjian (Toronto, 21 de diciembre de 1955) es un violinista y director de orquesta canadiense.

## Biografía
Nacido en Toronto, Ontario, como el más joven de cinco hijos de un padre armenio y madre inglesa, Oundjian también afirma tener ascendencia escocesa a través de su abuelo materno, un Sanderson, y el clan MacDonell of Glengarry. Oundjian fue educado en Inglaterra, donde comenzó a estudiar violín a los siete años con Manoug Parikian. Asistió a Charterhouse School en Godalming y continuó sus estudios más tarde con Béla Katona. Luego asistió al Royal College of Music.
Oundjian posteriormente estudió en la Juilliard School con Ivan Galamian, Itzhak Perlman, y Dorothy DeLay. En Juilliard estudió interpretación y, más tarde, recibió estímulo en sus esfuerzos cuando asistió a una clase magistral del eminente director de orquesta austríaco Herbert von Karajan.

## Carrera
En 1980, Oundjian ganó el Primer Premio en el Concurso Internacional de Violín en Viña del Mar, Chile. Oundjian se convirtió en el primer violinista del Cuarteto de Cuerda de Tokio y ocupó el cargo durante 14 años. Una lesión por estrés repetitivo le obligó a reducir su carrera instrumental. Luego cambió su enfoque musical a la dirección orquestal a tiempo completo.
Oundjian fue director artístico de la Nieuw Sinfonietta Amsterdam (ahora Amsterdam Sinfonietta) de 1998 a 2003. También es el Asesor Artístico y Director Invitado Principal del Festival Internacional de Música de Caramoor. También fue el director invitado principal de la Orquesta Sinfónica de Colorado durante tres años. Durante cuatro veranos, dirigió el Festival de la Orquesta de Filadelfia "Absolutamente Mozart". Oundjian se convirtió en director invitado principal y asesor artístico de la Orquesta Sinfónica de Detroit en septiembre de 2006.
Oundjian fue nombrado director musical de la Orquesta Sinfónica de Toronto (TSO) en enero de 2003, cargo que ocupó en 2004. La orquesta tuvo problemas financieros antes de contratar a Oundjian, pero él ha contribuido a una mejora en la orquesta de la situación desde su nombramiento. El documental de 2005 Five Days in September: The Rebirth of an Orchestra rememora los primeros días de la primera temporada de Oundjian como director musical de la TSO. Tras una posterior extensión del contrato durante la temporada 2013-2014, en abril de 2013, la TSO amplió su contrato hasta la temporada 2016-2017. Su contrato fue renovado de nuevo hasta la temporada 2017-2018. Está previsto que concluya su dirección musical de la TSO al cierre de la temporada 2017-2018.
Desde 1981, Oundjian ha impartido clases de violín en la Escuela de Música de Yale. En enero de 2011, la Royal Scottish National Orchestra anunció el nombramiento de Oundjian como su próximo director musical, a partir de la temporada 2012-2013, con un contrato inicial de 4 años. Está programado que su contrato al frente de la RSNO concluya al cierre de la temporada 2017-2018.
En junio de 2007, Oundjian dirigió el estreno mundial de un oratorio de Eric Idle y John DuPrez basado en la película La vida de Brian de Monty Python, titulado Not the Messiah (He's a Very Naughty Boy) [No el Mesías (Él es un niño travieso)], en el primer Luminato Festival en Toronto, Canadá.

## Vida personal
Oundjian y su esposa Nadine tienen dos hijos. Su sobrino es el jugador de hockey Ben Smith. Es primo del comediante británico Eric Idle.